# دریاچه ماندیوره
ماندیوره Laguna Mandioré دریاچه‌ای است در مرز برزیل و بولیوی که دارای ۹۰ متر ارتفاع از سطح دریا بوده و مساحت آن ۱۵۲ کیلومتر مربع می‌باشد .